# Filip David
Filip David (en el serbio cirílico, Филип Давид; Kragujevac, 4 de julio de 1940-Belgrado, 14 de abril de 2025) fue un escritor y guionista serbio, mejor conocido por escribir ensayos, dramas, cuentos y novelas. En 1987 recibió el Premio Andrić por su colección de cuentos Princ Vatre, y en 2015 ganó el Premio NIN a la mejor novela serbia del año 2014 por su novela Kuća sećanja i zaborava ("La casa del recuerdo y el olvido").

## Biografía
David nació en 1940 en Kragujevac en una familia judía. Algunos miembros de su familia fueron víctimas de la masacre de Kragujevac de 1941 cometida por las fuerzas de ocupación durante la Segunda Guerra Mundial en Yugoslavia.  Se graduó en la Facultad de Filología de la Universidad de Belgrado y en la Academia de Teatro, Cine, Radio y Televisión de la Universidad de Artes de Belgrado. Fue editor durante mucho tiempo del programa dramático de la Radio Televisión de Belgrado. En 1989 fue uno de los fundadores de la sociedad de "Escritores Independientes" de Sarajevo, en la entonces República Federativa Socialista de Yugoslavia. También fue el fundador de la sociedad literaria "Círculo de Belgrado" en 1990. Esta sociedad se opuso al gobierno entonces gobernante de Slobodan Milošević. En 1992, David fue despedido de la Radio Televisión de Belgrado por organizar un sindicato independiente.
El autor fue firmante de la Declaración sobre la lengua común de los croatas, serbios, bosnios y montenegrinos en el marco del proyecto Lenguas y nacionalismos. La declaración se opone a la separación política de las cuatro variantes del idioma serbocroata estándar, que da lugar a una serie de fenómenos sociales, culturales y políticos negativos en los que la expresión lingüística se impone como criterio de afiliación etnonacional y como muestra de lealtad política en los estados sucesores de Yugoslavia.
David murió tras una larga enfermedad el 14 de abril de 2025 a los 84 años de edad.

## Trabajos
David escribió varios dramas televisivos, dramas, libros de ensayos, colecciones de cuentos y novelas.